# Conidiobolus globuliferus
Conidiobolus globuliferus är en svampart som beskrevs av Drechsler 1957. Conidiobolus globuliferus ingår i släktet Conidiobolus och familjen Ancylistaceae.   Inga underarter finns listade i Catalogue of Life.